# María Teresa Fernández de la Vega
María Teresa Fernández de la Vega Sanz (Valencia, 15 de junio de 1949) es una magistrada y política española, vinculada al Partido Socialista. Durante su carrera política, alcanzó la posición de vicepresidenta del Gobierno entre 2004 y 2010, durante los gobiernos de José Luis Rodríguez Zapatero, siendo la primera mujer en la historia de España en desempeñar el cargo. Al mismo tiempo, fue ministra de la Presidencia y portavoz del Gobierno. Tras abandonar la primera línea política en 2010, se incorporó al Consejo de Estado, y entre 2018 y 2022 presidió el órgano, siendo la primera mujer en hacerlo. Tras esto, continuó como presidenta de la Sección Séptima del órgano consultivo.
Además de estos importantes cargos gubernamentales, ha ocupado otros como la titularidad de la Secretaría de Estado de Justicia entre 1994 y 1996, ha sido vocal del Consejo General del Poder Judicial, a propuesta del Senado, entre 1990 y 1994, y diputada a Cortes entre 1996 y 2010.

## Biografía

### Familia
Fernández de la Vega nació en Valencia el 15 de junio de 1949. Es hija de Elena Sanz Reig (nacida en Játiva), y de Wenceslao Fernández de la Vega Lombán, nacido en Vegadeo (Asturias). Su padre, licenciado en Derecho fue inspector del trabajo y delegado de trabajo durante la Segunda República y en el Franquismo, en Albacete (1937-9) y Zaragoza (1955-63),  Medalla al Mérito en el Trabajo (1971). Elena y Wenceslao se casaron tras la guerra civil española y se establecieron en Valencia, en donde nació su hija María Teresa en junio de 1949, en la calle Palau, frente al palacio episcopal. Por esas fechas el padre fue readmitido en su cargo de delegado de Trabajo.
La familia se trasladó luego a la avenida del Antiguo Reino. En años posteriores, Wenceslao  fue nombrado Delegado Provincial de Trabajo de Zaragoza, adonde se desplazó con su familia. Estudió en el Instituto Francés de Zaragoza, y en el Colegio Jesús-María El Salvador de los Jesuitas. Posteriormente se trasladaron a Madrid, en donde María Teresa y su hermano realizaron estudios de Derecho. El 17 de julio de 1971 al padre, Wenceslao, se le concedió la Medalla de Oro al Mérito en el Trabajo.

### Formación y trayectoria académica
Fernández de la Vega se licenció en Derecho por la Universidad Complutense de Madrid a principios de los años setenta y viajó a Barcelona, en donde preparó el doctorado en la Universidad Central de Barcelona.  Es especialista en Derecho Comunitario por la Universidad de Estrasburgo.
En 1974 ingresó en el Cuerpo de Secretarios Jurídicos Laborales y desde 1990 es magistrada por el cuarto turno. También ha sido profesora asociada de Derecho del Trabajo en las Universidades Central de Barcelona y Complutense de Madrid y profesora-tutora de la UNED. Adscrita a la asociación Jueces para la Democracia. 
Fue nombrada Doctora honoris causa por la Universidad Internacional Menéndez Pelayo en 2011 apadrinada por el periodista Iñaki Gabilondo.
Es autora de La reforma de la jurisdicción laboral y Derechos humanos y Consejo de Europa, entre otras obras.

### Actividad política e institucional

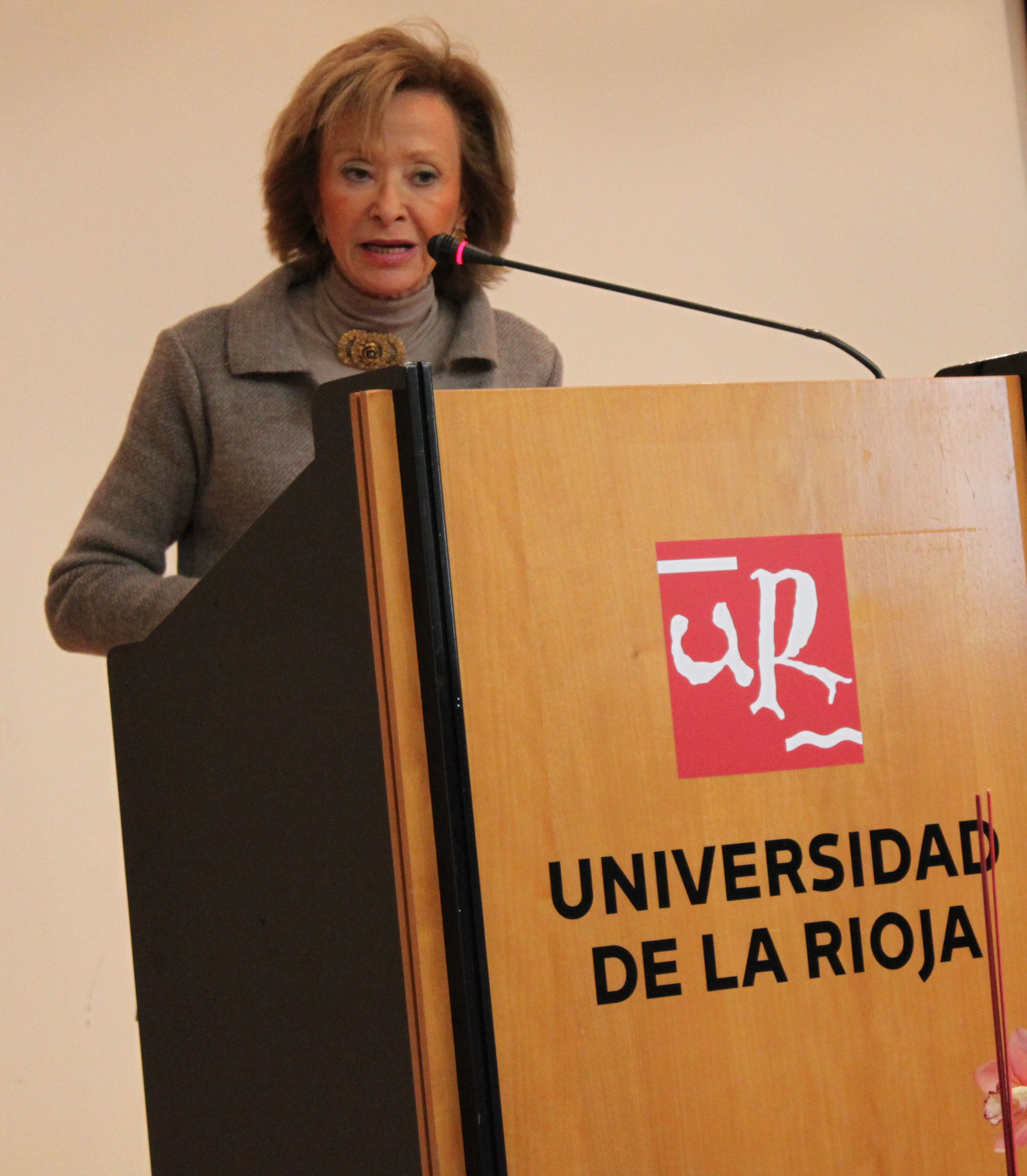
Fernández de la Vega en la Universidad de La Rioja.

Inició su activismo político en el PSUC y estuvo afiliada a esta formación hasta 1979. Desde la llegada del PSOE al poder en 1982 desempeñó diferentes funciones gubernamentales.
A partir de 1982 asumió la dirección del Gabinete del entonces ministro de Justicia Fernando Ledesma hasta 1985, año en que fue nombrada directora general de Servicios del Ministerio de Justicia. 
En 1984 se incorporó al primer Consejo Rector del Instituto de la Mujer y participó en la elaboración del I Plan de Igualdad de Oportunidades.
En 1986 formó parte del Comité de Cooperación Jurídica del Consejo de Europa. En 1990 accedió a la magistratura por el cuarto turno y fue nombrada vocal del Consejo General del Poder Judicial por elección del Senado. El 13 de mayo de 1994, el ministro Juan Alberto Belloch la designó para ocupar la Secretaría de Estado de Justicia, cargo que ocupó hasta la llegada del PP al poder en 1996.
En 1994 fue nombrada secretaria de Estado de Justicia, participó en la instrucción de los sumarios del GAL, las escuchas ilegales del CESID y en la investigación del caso Roldán.
Fue elegida diputada por Jaén en la candidatura del PSOE en la legislatura 1996-2000 y fue reelegida en las elecciones de ese último año por la circunscripción de Segovia. Durante la legislatura obtuvo el cargo de secretaria general del Grupo Parlamentario Socialista. Fue elegida diputada al Congreso por Madrid en las elecciones generales del 14 de marzo de 2004, y el 18 de abril de ese mismo año fue nombrada vicepresidenta primera y ministra de la Presidencia.
Fernández de la Vega fue la primera mujer en asumir las funciones de presidenta del Gobierno en la historia de la democracia española. Fue el 24 de abril de 2004, durante las ocho horas que duró el primer viaje del presidente Rodríguez Zapatero al extranjero. Además, fue la primera mujer en España que presidió un Consejo de Ministros sin ser monarca.
En marzo de 2006, como vicepresidenta realizó una gira africana junto a la secretaria de Estado de Cooperación, Leire Pajín,  en Kenia y en Mozambique, en cuya capital, Maputo, se celebró el Día Internacional de la Mujer Trabajadora y se clausuró el foro España-África. Mujeres por un mundo mejor.
El 20 de octubre del 2007 anunció que encabezaría las listas del PSPV (federación regional del PSOE en la Comunidad Valenciana) de cara a las elecciones generales de marzo de 2008, para competir con de Joan Ignasi Pla.
El 20 de octubre de 2010 se anunció el cese de sus cargos en el Gobierno de España, sucediéndola en la vicepresidencia primera del Gobierno y su portavocía, Alfredo Pérez Rubalcaba, y en el Ministerio de Presidencia, Ramón Jáuregui.
Fernández de la Vega pasó a formar parte del Consejo de Estado y tuvo que renunciar al acta de diputada por Valencia al ser cargos incompatibles.
El 19 de junio de 2018 fue elegida presidenta del Consejo de Estado en sustitución de José Manuel Romay Beccaría; tomó posesión el 5 de julio. Eligió como acompañantes a su toma de posesión al exministro Fernando Ledesma y a la filósofa Amelia Valcárcel. En su intervención reivindicó la participación paritaria en todos los órganos de decisión y de poder porque, según dijo, la paridad “no sólo es una cuestión de calidad democrática, también lo es de Justicia”. Anunció su dimisión como Presidenta del Consejo de Estado el 13 de octubre de 2022. Se hizo efectiva el 19 de octubre, siendo sucedida, de forma interina, por el presidente de la Sección Primera, Miguel Herrero y Rodríguez de Miñón, hasta el nombramiento de un nuevo titular. Al mismo tiempo, se hizo cargo de la Sección Séptima del órgano consultivo.

## Mujeres por África
Durante su etapa como Vicepresidenta de Gobierno impulsó la Red de Mujeres Españolas y Africanas por un Mundo Mejor con la participación de ONU Mujeres, el gobierno español y organizaciones de la sociedad civil. Surgió a raíz de la "Declaración de Mozambique", aprobada en el I Encuentro de Mujeres españolas y africanas "Mujeres por un Mundo Mejor", celebrado en Maputo el 7 y 8 de marzo de 2006 durante el primer viaje a África de la vicepresidenta. La segunda edición se celebró en Madrid, la tercera en Níger (2008).
En 2012 creó la fundación Mujeres por África que desde entonces preside y que trabaja con los mismos objetivos.

## Cargos desempeñados
- Secretaria de Estado de Justicia (1994-1996).
- Diputada por la provincia de Jaén en el Congreso de los Diputados (1996-2000).
- Diputada por la provincia de Segovia en el Congreso de los Diputados (2000-2004).
- Secretaria General del Grupo Parlamentario Socialista en el Congreso (2000-2004).
- Diputada por la provincia de Madrid en el Congreso de los Diputados (2004-2008).
- Vicepresidente primera del Gobierno (2004-2010).
- Ministra de la Presidencia (2004-2010).
- Portavoz del Gobierno (2004-2010).
- Diputada por la provincia de Valencia en el Congreso de los Diputados (2008-2010).
- Presidenta del Consejo de Estado (2018-2022)
- Consejera Permanente del Consejo de Estado (2010-actualidad).

## Premios y reconocimientos
- 2007  II Galardón Guindaste "a la labor social y humanitaria " que concede el PSOE del municipio tinerfeño de Los Realejos.
- 2004 Gran Cruz de la Orden El Sol de Perú
- 2005  premio Isabel de Villena recibido en Cuart de Poblet en reconocimiento a su trayectoria en pro de la igualdad.
- 2006 Premio Tomás y Valiente del Instituto de la Cultura del Sur en Fuenlabrada.[24]
- 2010 Gran Cruz de la Orden de Carlos III.[25]
- 2011 nombrada Doctora honoris causa por la UIMP.[6]
- 2012 Premio Meridiana en la modalidad de Reconocimiento a su Trayectoria Personal y Profesional a nivel nacional.
- 2017 Insignia de Oro de los premios UGT-Asturias Primero de Mayo por su "incansable activismo" por la igualdad y como presidenta de Fundación Mujeres por África.[26]
- 2020 Premio Igualdad de la Universidad de Alicante.[27]